# Aethes glaucofuscana
Aethes glaucofuscana is een vlinder uit de familie van de bladrollers (Tortricidae). De wetenschappelijke naam van de soort is voor het eerst geldig gepubliceerd in 1875 door Philipp Christoph Zeller.